# The Sleep of Babies
"The Sleep of Babies" é o décimo segundo episódio da primeira temporada da série de televisão Sons of Anarchy. Foi escrito por Kurt Sutter, dirigido por Terrence O'Hara e foi ao ar originalmente em 19 de novembro de 2008 nos Estados Unidos.
Este episódio marca a aparição final de Donna Winston (Sprague Grayden).

## Enredo
Abel finalmente está saudável o suficiente para voltar para casa. Wendy entra em um momento de ternura entre Jax e Tara e percebe que Gemma a está usando para chegar até Tara. Wendy confronta Gemma, então notifica Tara que ela pretende consertar seu relacionamento com Jax e que Gemma está determinada a sabotar o relacionamento de Jax e Tara. Tendo vendido todas as armas da Irlanda e sem dinheiro para pagar a defesa legal de Bobby, Clay planeja vender as próprias armas do clube para os Mayans. 
Em Oakland, Clay e Jax devem pegar as armas, enquanto Tig e Opie deixam o dinheiro. No entanto, Clay deu ordens a Tig para matar Opie. Ansioso por jogar nos dois lados da guerra entre os Mayans e os One-Niners, Clay também faz acordos com Laroy Wayne - líder dos One-Niners - para emboscar a venda. Clay e Jax escapam ilesos da emboscada e, quando têm a chance de matar Opie, Tig recua. Tig diz a Clay que ele não teve a chance de matar Opie durante o caos da emboscada, então Clay ordena que Tig termine o trabalho após a festa de volta ao lar de Abel e faça com que pareça um golpe de Estado perpetrado pelos One-Niners. 
Sentindo-se culpado pelas ações de Stahl terem incriminado um homem inocente, Hale conta a Unser sobre os dispositivos que a ATF plantou em Opie. Ele então confronta Stahl com raiva, que está sendo retirado do caso arquivado. No retorno de Abel, Tara beija Jax na frente de Wendy, e dá um tapa em Jax quando ele pede a ela para não esfregar seu relacionamento na cara de Wendy. Tara vai embora, assim como Opie e sua família. 
Opie leva as crianças para casa no carro de Donna, e Donna leva a caminhonete de Opie para fazer algumas coisas para Gemma, que está ocupada dando a festa. Unser aparece na festa e diz a Clay que Opie é inocente. Clay tenta cancelar o golpe, mas Tig perde a chamada e atira na caminhonete de Opie com uma UZI, matando Donna acidentalmente. SAMCRO chega rapidamente à cena do crime e, enquanto todos consolam Opie devastado, Jax lança um olhar furioso para Clay, e Hale culpa Stahl pela morte de Donna. De volta à casa, Wendy consola Jax e os dois fazem sexo.

## Recepção

### Crítica
Seth Amitin, da IGN, deu a "The Sleep of Babies" uma nota de 7.2/10, afirmando: "Muitas coisas vão mudar depois disso. Opie será uma pessoa diferente, a Agente Stahl irá embora e parece que o Subchefe Hale está começando a mudar para se tornar Unser (que foi uma das transições mais fáceis). Mas este episódio foi a chance da série de mostrar do que era feito e, embora parte da execução tenha sido boa, foi principalmente uma decepção. Se você está se perguntando onde esta série é insuficiente, está bem aqui.".
Zach Handler, da The A.V. Club, deu a "The Sleep of Babies" uma nota B, afirmando; "A cena final sobre o cadáver de Donna foi uma bela. Opie desmoronando, Clay apenas chafurdando em seu erro, Jax agindo puto. E cara, Hale derrubando o Agente Smith com um soco maldito. Hardcore. E que tal Unser? Aquele momento quando ele está falando com Clay enquanto Opie soluça sobre o cadáver de sua esposa, quando você percebe que Unser sabe exatamente o que aconteceu. O cara pode ser uma doninha, mas não é um doninha estúpida."

### Audiência
O episódio teve um total de 2,46 milhões de telespectadores em sua exibição original na FX na faixa de 18-49 anos de idade. Apresenta aumento de 0.24 pontos de audiência em relação ao episódio anterior.